# Notomulciber biguttatus
Notomulciber biguttatus är en skalbaggsart som först beskrevs av Francis Polkinghorne Pascoe 1867.  Notomulciber biguttatus ingår i släktet Notomulciber och familjen långhorningar. Inga underarter finns listade i Catalogue of Life.